# Roggwil, Thurgau
Roggwil är en ort och kommun i distriktet Arbon i kantonen Thurgau, Schweiz. Kommunen har 3 397 invånare (2023).
I kommunen finns ortsdelarna Roggwil och Freidorf.